# Robert Rogner
Robert Rogner (* 10. Mai 1941 in Aich (Gemeinde Velden) in Kärnten) ist ein österreichischer Baumeister.

## Leben
Rogner absolvierte von 1955 bis 1958 bei der Firma Kofler eine Maurerlehre, anschließend arbeitet er auf deutschen Baustellen. 1966 macht er sich in Kärnten selbstständig und heiratet 1968 eine Hotelierstochter, Melitta Rogner, geb. Aschgan. 2004 erfolgte die „Hofübergabe“ an seine beiden Kinder Robert jun. und Jasmin.
Rogner erhielt zahlreiche Auszeichnungen. Unter anderem das Große goldene Ehrenzeichen des Landes Kärnten, das Große Ehrenzeichen des Landes Niederösterreich, das Große goldene Ehrenzeichen des Landes Steiermark und das Große Ehrenzeichen für Verdienste um die Republik Österreich, weiters verlieh man ihm den Berufstitel Kommerzialrat.

## Ausgeführte Projekte

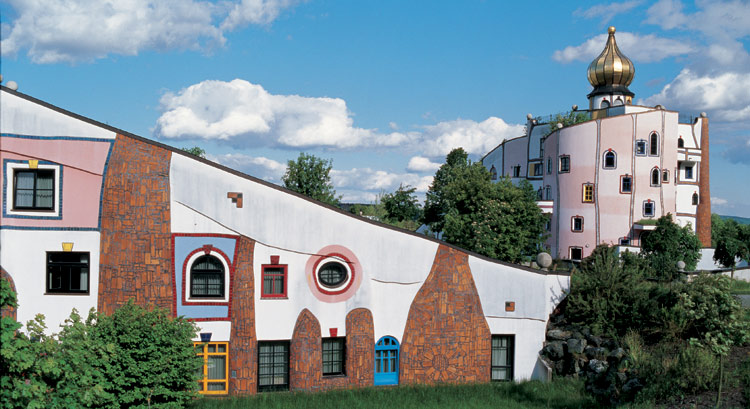
Rogner Bad Blumau
Das Spa-Hotel Rogner Bad Blumau strebt "ein Leben im Einklang mit der Natur" an, geprägt vom Architekten dieser Therme im Südosten der Steiermark, dem österreichischen Künstler Friedensreich Hundertwasser.
Rogner Hotel Europapark
Das Fünf-Sterne Hotel liegt in der albanischen Hauptstadt Tirana, nur wenige Schritte vom Finanzministerium, dem Präsidentenpalast und allen wichtigen Botschaften entfernt. Es hat 137 Zimmer (117 Doppelzimmer, 7 Junior Suiten, sowie 13 Suiten).
Feriendorf Kirchleitn
Baumaterial des Feriendorfs ist das Holz von alten unbewohnten Bauernhäusern, die den Besitzern abgekauft wurden.  600 Häuser mit teilweise bis zu 400 Jahre altem Holz bildeten die Basis für die Bauerndörfer Unter- und Oberkirchleitn mit 44 Häusern und über 160 Appartements.
Weitere Projekte
- Birdie-Therme von Prof. Kumpf in Stegersbach
- Hotel-Fuchs-Palast in St. Veit/Kärnten
- Rogners Lothustherme mit dem größten Thermalsee Europas in Hévíz, Ungarn – steht seit 2011 nicht mehr in Besitz von Rogner.[8]
- Djuni-Urlaubsresort an der bulgarischen Schwarzmeerküste
- Das Margaretenbad in Wien wurde von Rogner 15 Jahre betrieben, ehe man bei der ersten Möglichkeit aus der Betriebsführung ausstieg[9]